# خسوف القمر يناير 2018

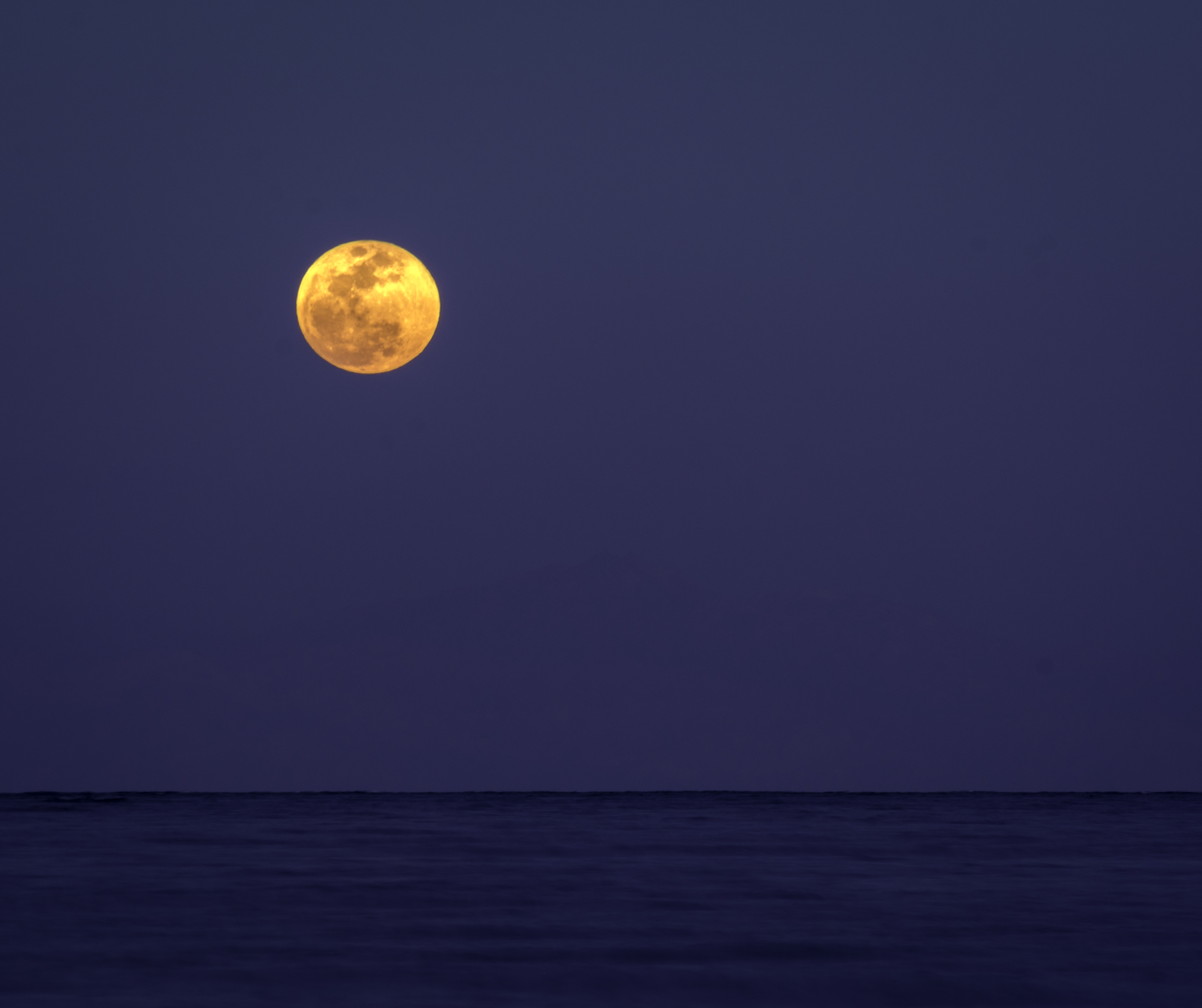
خسوف القمر في يناير 2018 من مصر

خسوف القمر في يناير 2018 هو خسوف قمري كُلي حدث في يوم 31 يناير 2018، ويُعتبر أول خسوف للقمر الأزرق العملاق في عام 2018. ولقد ظهرَ القمر على شكل قمرٍ عملاق في رأس السنة الميلادية بنسبة مقدارها 7.3 درجة منذُ خسوف القمر في سبتمبر 2015.

## الرؤية
شوهد خسوف القمر كليا فوق المحيط الهادئ . آسيا الوسطى وشرق آسيا (تتضمن معظم سيبيريا) وإندونيسيا ونيوزيلندا ومعظم أستراليا شهدت هذا الخسوف في السماء مساءً، أما في الشرق الأوسط وأوروبا الشرقية وغرب آسيا وفي شبه القارة الهندية فإنَّ الخسوف يحدث جزئيا .
| مشهد الأرض من القمر أثناء الخسوف العظيم | |
| خريطة الرؤية                            | |
| صورة متحركة توضيحية لخسوف يناير 2018.   | يحدث احمرار القمر عندما يدخل في منطقة الضوء الأحمر المنكسر الآتي من الشمس بعد انكساره في جو الأرض. |